# Августа Марія Гольштейн-Готторпська
Авґуста Марія Шлезвіг-Гольштейн-Готторпська (нім. Augusta Maria von Schleswig-Holstein-Gottorf, 6 лютого 1649 — 25 квітня 1728) — принцеса Шлезвіг-Гольштейн-Готторпська, донька герцога Фрідріха III та Марії Єлизавети Саксонської, дружина маркграфа Баден-Дурласького Фрідріха VII Магнуса.

## Життєпис
Авґуста Марія народилась 6 лютого 1649 року у Готторпі молодшою з шістнадцяти дітей у шлюбі герцога Гольштейн-Готторпського Фрідріха III та Марії Єлизавети Саксонської. На момент народження мала дев'ятеро старших братів та сестер, які вижили.
У 21 рік вона була пошлюблена із старшим сином маркграфа Баден-Дурласького Фрідріхом Магнусом. Весілля відбулося 15 травня 1670 у Хузумі. Сім років потому Фрідріх Магнус успадкував батьківський престол і Августа Марія стала маркграфинею.
У шлюбі народила одинадцятеро дітей
Авґуста Марія Шлезвіг-Гольштейн-Готторпська померла 25 квітня 1728 року, майже за 20 років по смерті чоловіка.

## Родина
Чоловік —  Фрідріх VII Магнус, маркграф Баден-Дурласький
Діти:

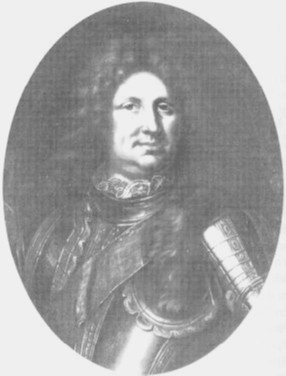
Фрідріх VII Магнус

- Фрідріх Магнус (13 січня—24 лютого 1672) — помер немовлям;
- Фрідеріка Авґуста (1673–1674) — померла немовлям;
- Крістіна Софія (1674–1676) — померла у ранньому віці;
- Клаудія Магдалена (1675–1676) — померла немовлям;
- Катарина (1677–1746) — була одружена із графом Йоганном Фрідріхом Лейнінген-Дахсбург-Харденбурзьким, мала шестеро дітей;
- Карл Вільгельм (1679–1738) — наступний маркграф Баден-Дурласький, був одружений із Магдаленою Вільгельміною Вюртемберзькою, згодом — з Ебергардіною Луїзою фон унд цу Мазенбах, мав чотирьох дітей від двох шлюбів;
- Йоганна Єлизавета (1680–1757) — одружена з герцогом Вюртемберга Ебергардом Людвігом, мала єдиного сина;
- Альбертіна Фредеріка (1682–1755) — одружена із герцогом Шлезвіг-Гольштейн-Етінським Крістіаном Августом, мала одинадцятеро дітей;
- Крістоф (1684–1723) — принц Баден-Дурласький, був одружений із Марією Крістіною Лейнінген-Дахсбург-Фалькенбурзькою, мав трьох синів;
- Шарлотта Софія (1686–1689) — померла у ранньому віці;
- Марія Анна (1688–1689) — померла немовлям.